# Sant'Elia Fiumerapido
Sant'Elia Fiumerapido är en ort och kommun i provinsen Frosinone i regionen Lazio i Italien. Kommunen hade 6 002 invånare (2018).